# Charidemos
Charidemos (altgriechisch Χαρίδημος; † 333 v. Chr.) war ein Heerführer und Politiker im 4. Jahrhundert v. Chr.
Charidemos war ein Söldnerführer aus Oreos. Er war Schwager und Heerführer des thrakischen Königs Kersebleptes. Nach Konflikten mit Athen im Osten Thrakiens wurde ein Bündnis zwischen Kersebleptes und Athen geschlossen. Charidemos erhielt das athenische Bürgerrecht und zahlreiche Ehrungen. Noch im selben Jahr überfiel der König von Makedonien Kersebleptes, der geschlagen wurde und mit Makedonien ein Bündnis abschließen musste. Wohl aus Unzufriedenheit über diese Niederlage entließ Kersebleptes Charidemos als Heermeister, woraufhin dieser in Athen zum Strategen gewählt und im Herbst 351 v. Chr. ein Truppenkommando auf der Chersones erhielt.
In der Folgezeit wurde Charidemos noch öfter in das Strategenkollegium gewählt und vertrat einen antimakedonischen Kurs. Im Jahre 335 v. Chr. forderte Alexander der Große nach dem von Athen geförderten Aufstand Thebens u. a. auch die Auslieferung Charidemos’. Dann begnügte er sich mit der Verbannung des Charidemos, der zum Perserkönig Dareios III. floh. Als Charidemos an den Kriegsvorbereitungen des persischen Monarchen für die Schlacht bei Issos allzu freimütige Kritik übte, ließ Dareios ihn in einem Wutanfall 333 v. Chr. erdrosseln.